# Дракункулюс канарский
Дракункулюс канарский (лат. Dracunculus canariensis) — многолетнее травянистое растение, вид рода Дракункулюс (Dracunculus) семейства Ароидные (Araceae).

## Ботаническое описание
Стройное травянистое растение, до 1,5 м высотой, формирующее подушки.
Клубни 4—6 см длиной, 2—3 см шириной, одиночный в незрелом виде, при созревании производящий в верхней части многочисленные тонкие, 4—12 см длиной, 5—10 мм толщиной, простые или немного ветвящиеся столоны и клубни.
Ложный стебель 20—130 см длиной, 1—6 см в диаметре, светло-сизо-зелёный.
Листья 8—20 см длиной, 6—30 см шириной, светло-сизо-зелёные.

### Соцветие и цветки
Соцветие в целом 24—55 см длиной, при открытии с запахом спермы. Цветоножка вырастает из ложного стебля и скрыта в нём, видимая часть 4—12 см длиной, 1—1,5 см в диаметре, сизо-зелёная.
Трубка покрывала 4—8 см длиной, 2—3,5 см шириной, продолговато-цилиндрическая, от слабо свёрнутой до раскрытой, снаружи сизо-зелёная, внутри светло-зеленовато-белая. Свободная часть покрывала 20—47 см длиной, 6—14 см шириной, узко-овально-ланцетовидная, заострённая, снаружи светло-сизо-зелёная, внутри светло-зеленовато-белая.
Початок 16—42 см длиной; придаток початка 12—37 см длиной, 7—20 мм в диаметре, на короткой ножке, от тонко-цилиндрического до тонко-веретенообразного, светло-жёлтый.
Пестичные цветки расположены в продоговатой зоне 10—20 мм длиной, 5—12 мм шириной; завязь продоговато-веретенообразная, 2—3 мм длиной, 1—1,5 мм шириной, светло-зеленовато-кремовая, область столбика окрашена так же; рыльце 0,5—0,75 мм длиной, 0,3 мм шириной, коническое, покрытое папиллярами, светло-кремовое. Тычиночные цветки находятся в продолговатой зоне 10—20 мм длиной, 5—10 мм шириной; пыльники 1—2 мм длиной, 0,75—1,5 мм шириной, жёлтые.

### Опыление
Дракункулюс канарский в ходе эволюции приспосабливался к опылению с помощью различных опылителей. Бледное покрывало, жёлтый придаток початка и запах спермы, исходящий от початка, привлекают мелких мух, ос и мелких пчёл. Трубка покрывала открыта спереди и предоставляет насекомым прямой доступ к цветкам.

### Плоды
Соплодие 2—5 см длиной, 2—3 см шириной, состоящие примерно из 50 ягод, часто частично или полностью заключённое в кожух из остатков трубки покрывала. Ягоды яйцевидные, 4—6 мм длиной, 3—5 мм шириной, в зрелом виде оранжевые. Семена сжато-шаровидные, 2—3 мм в диаметре, бледно-коричневые.
Число хромосом 2n=28.

## Распространение
Встречается на Канарских островах и на Мадейре.
Растёт на окраинах лавровых рощ, на открытых сухих равнинах, на окраинах кустарниковых зарослей, на высоте до 225 м над уровнем моря.